# Andrzej Krysiak
Andrzej Krysiak (ur. 12 lipca 1957) – polski bokser, wielokrotny medalista Mistrzostw Polski. Złoto Spartakiady Gwardyjskiej z 1978, 7 razy w reprezentacji Polski (4 zwycięstwa, 3 porażki).

## Życiorys
Zawodnik kategorii lekkośredniej, wychowanek Widzewa Łódź (rozpoczął treningi w 1974), występował również w barwach Gwardii Łódź (wicemistrzostwo kraju 1978 i 1980, trzecie miejsce 1979 i 1981) oraz Igloopolu Dębica (złoto w 1982, 1984, 1986, 1988, brąz w 1985, 1987 i 1989). 

## Życie prywatne
Ma żonę Lucynę, córkę Oliwię i syna Piotra, który w 2017 roku wydał książkę Historia Dębickiego Pięściarstwa opisującą dzieje sekcji bokserskiej w Dębicy w latach 1950–2016, w tym szczegółowy opis kariery pięściarskiej ojca.